# UltraSPARC T1
A Sun Microsystems UltraSPARC T1 mikroprocesszora, amely 2005. november 14-i bemutatásáig "Niagara" kódnéven volt ismert, egy többszálas, többmagos CPU. A szerverek energiafelhasználásának csökkentésére tervezett processzor jellemző fogyasztása 72 W 1,4 GHz-en.
Az Afara Websystems úttörő munkát végzett egy gyökeresen eltérő, sokszálú SPARC kialakításon. A céget felvásárolta a Sun, és az így szerzett szellemi tulajdon alapozta meg a CoolThreads processzorvonalat, amely a T1-essel kezdődött. A T1 egy teljesen új tervezésű SPARC mikroprocesszor megvalósítás, amely megfelel az UltraSPARC Architektúra 2005-ös specifikációjának és végrehajtja a teljes SPARC V9 utasításkészletet. A Sun eddig két többmagos processzort tervezett (UltraSPARC IV és IV+), de az UltraSPARC T1 az első egyszerre többmagos és többszálú mikroprocesszora. A processzor négy, hat vagy nyolc CPU magos kivitelben készült, minden mag négy szál konkurens végrehajtására képes. Így egy teljes kiépítésű processzorban maximum 32 szál hajtható végre egyidejűleg.
Az UltraSPARC T1 a felsőkategóriás Sun SMP rendszerekhez hasonlóan particionálható. Ily módon több mag particionálható egy processz- vagy szálcsoport futtatására, mialatt a többi mag a rendszer fennmaradó processzeivel foglalkozik.

## Magok

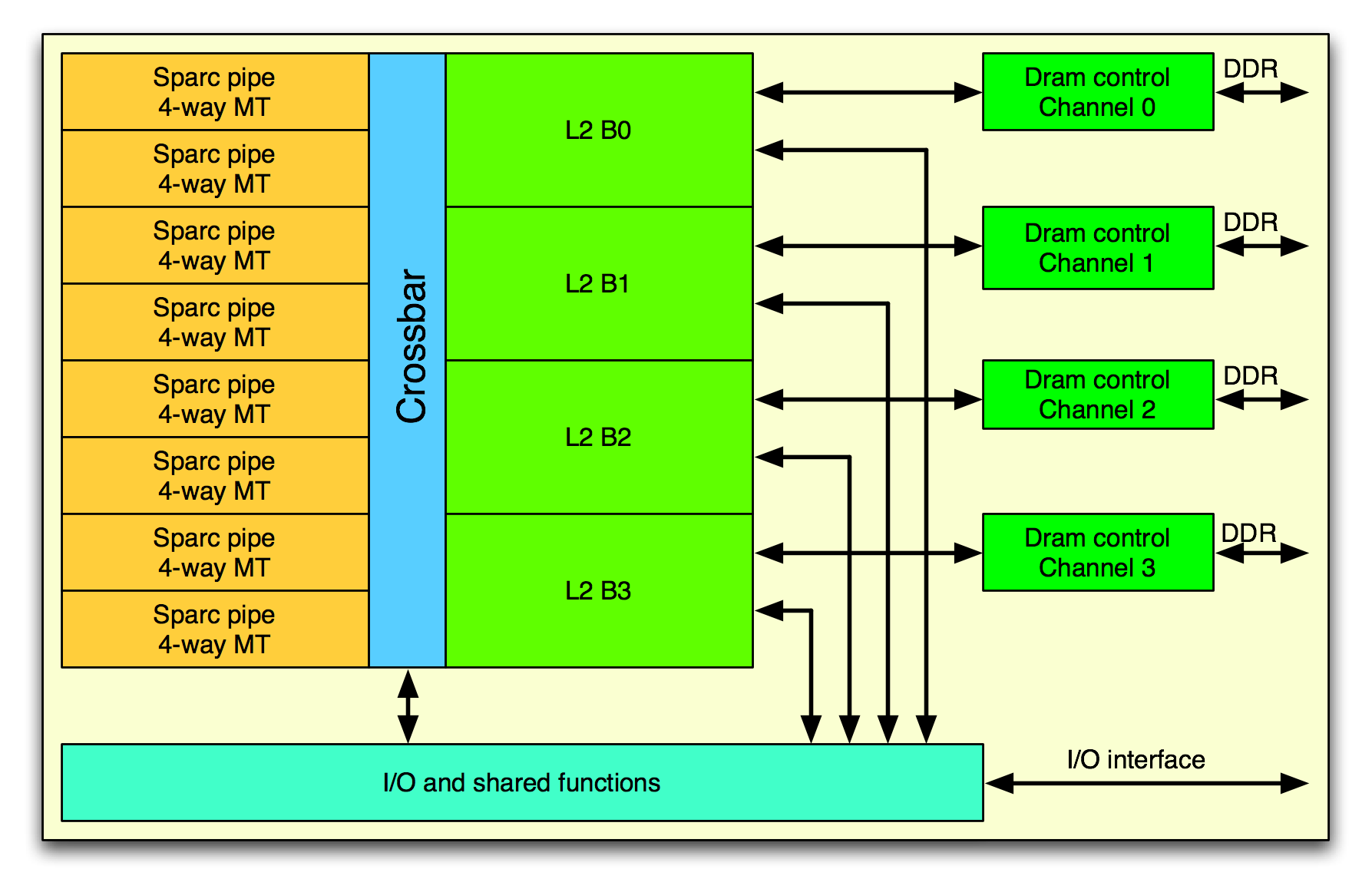
A Niagara processzor tömbvázlata

Az UltraSPARC T1 futószalagjának szerkezete

Az UltraSPARC T1-et az alapoktól kezdve többszálas végrehajtású, különleges rendeltetésű processzornak tervezték, így egy teljesen új architektúrát vezet be a nagy teljesítmény érdekében. Ahelyett, hogy a magokat a maximális intelligenciával és optimalizációval látták volna el, a Sun célja a lehető legtöbb szál futtatása és a magok futószalagjainak lehető legnagyobb mértékű kihasználása volt. A T1 magok sokkal kevésbé összetettek, mint a jelenlegi felsőkategóriás processzorok, ami lehetővé tette 8 mag elhelyezését egy lapkán. Ezek a magok nem sorrenden kívüli végrehajtásúak és nem rendelkeznek nagyméretű gyorsítótárakkal sem.
Az egyszálú processzorok teljesítménye erősen függ a nagy gyorsítótáraktól, mert a gyorsítótár-tévesztések várakozást okoznak az adatok lehívásakor a főmemóriából. A nagyobb gyorsítótár megnöveli annak valószínűségét, hogy az adat már a gyorsítótárban van, így csökkenti a gyorsítótár-tévesztés lehetőségét, de ha az mégis bekövetkezik, akkor a hatás ugyanaz.
A T1 magok igyekeznek elkerülni a gyorsítótár-tévesztést a többszálas működéssel. Mindegyik mag egy barrel processzor, ami azt jelenti, hogy minden ciklusban átvált a rendelkezésre álló szálak között. Mikor fellép egy nagy várakozási idejű esemény, mint például a gyorsítótár-tévesztés, a szál kikerül a körforgásból, egészen addig, amíg a hozzá tartozó adat a háttérben belekerül a gyorsítótárba. Mikor a nagy várakozási idejű esemény véget ér, a szál újra végrehajthatóvá válik. A futószalag megosztása több szál között ugyan lassítja a szálak végrehajtását, de a magok teljes adatátviteli sebessége és a kihasználtsága sokkal magasabb. Ez azt is jelenti, hogy a gyorsítótár-tévesztések hatása igencsak lecsökken (a tévesztés csak nagyon kis lassulást okozhat), és hogy a T1 képes fenntartani az adatátviteli sebességet sokkal kisebb méretű gyorsítótár használatával is. A gyorsítótárnak nem kell olyan nagynak lennie, hogy az egész „aktív lapkészletet” magában foglalja, hanem elég csak a szálak legfrissebb gyorsítótár-tévesztéseit tartalmaznia.
A teljesítménytesztek mutatják, hogy ez a megközelítés nagyon jól működik a kereskedelmi célú (fixpontos), többszálú terheléseknél, mint például Java alkalmazásszerverek, vállalatirányítási információs rendszerek (Enterprise Resource Planning, ERP) alkalmazásszerverek, e-mail (például Lotus Domino) szerverek, és webszerverek. Ezek az eredmények azt sugallják, hogy az UltraSPARC T1 magjai önmagukban is hatékonyabbak, mint a kb. 2001-es egymagos, egyszálú UltraSPARC III magok, és az összehasonlításban jelentősen felülmúlja az egyéb processzorokat a többszálú fixpontos feladatokban.[forrás?]

## Fizikai jellemzők
Az UltraSPARC T1 279 millió tranzisztort tartalmaz, lapkafelülete 378 mm². A Texas Instruments gyártotta 90 nm-es CMOS folyamattal, kilenc rétegű réz fémezéssel. Mindegyik magnak van egy első szintű (L1) 16 KiB-os utasítás-gyorsítótára és 8 KiB-os adat-gyorsítótára. A második szintű gyorsítótár 3 MiB méretű, harmadik szintű gyorsítótár nincs.

## Rendszerek

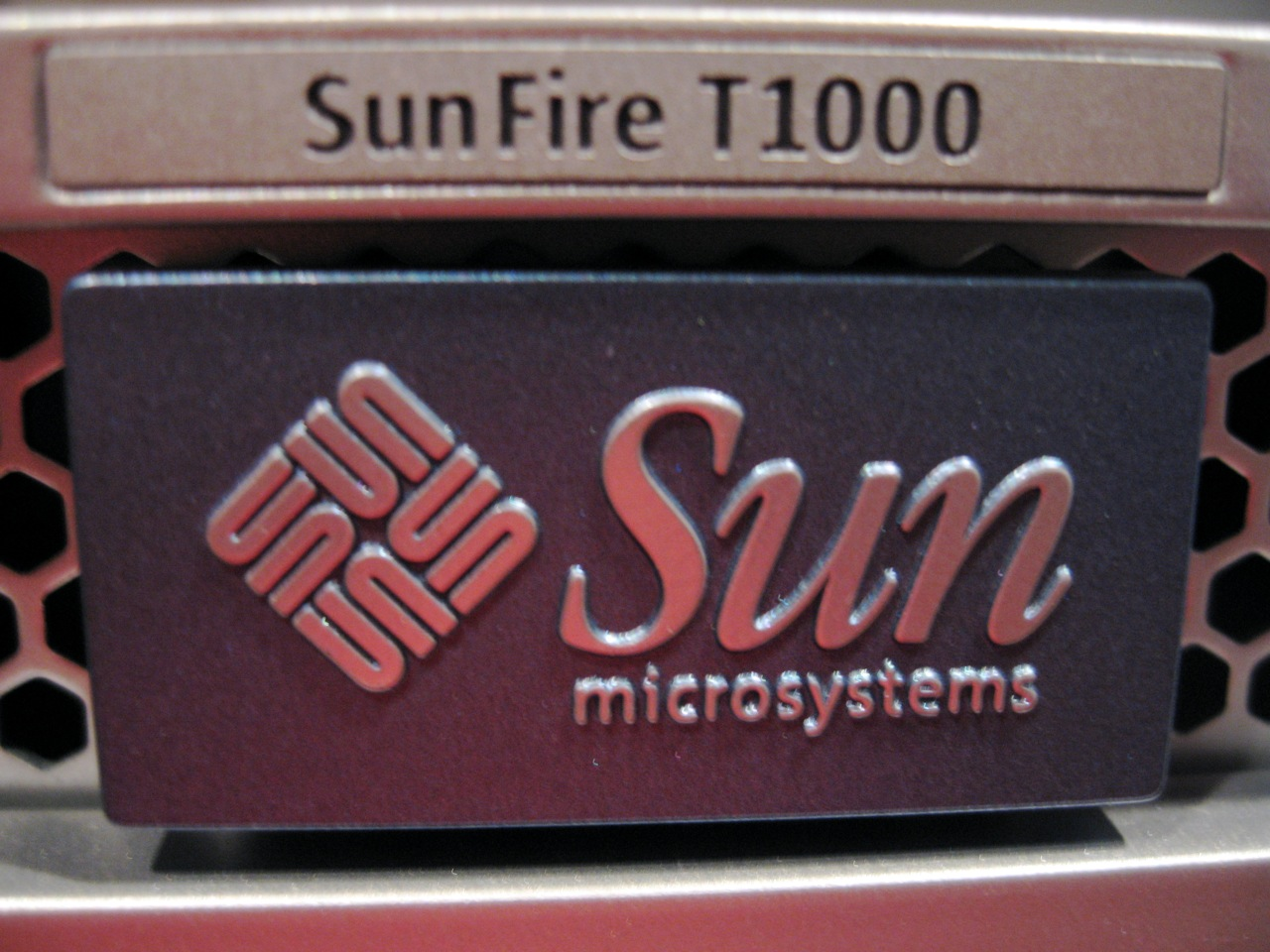
Sun Fire T1000 szerver

A T1 processzor a Sun és a Fujitsu Computer Systems következő termékeiben található:
- Sun/Fujitsu/Fujitsu Siemens SPARC Enterprise T1000 és T2000 szerverek
- Sun Fire T1000 és T2000 szerverek
- Sun Netra T2000 Server
- Sun Netra CP3060 Blade
- Sun Blade T6300 Server Module

## Megcélzott piac
Az UltraSPARC T1 mikroprocesszornak egyedi erősségei és gyengéi vannak, így egyedi piaci szegmenseket céloz. A processzort nem a nagy teljesítményigényű számítások és az ultranagy teljesítményű alkalmazások terén használják, hanem inkább a hálózatokban működő nagy rendelkezésre állású szerverekben, nagy forgalmú webszerverekben és középkategóriás Java, ERP és CRM alkalmazás szerverekben alkalmazzák, amelyek jól ki tudják használni a sok különálló szálat. A T1 kialakítás egyik korlátja, hogy az összes (8) mag csak egyetlen lebegőpontos egységen osztozik (a magok közösen használják az FPU-t); ezért a T1 nem alkalmas a sok lebegőpontos számítást igénylő alkalmazások hatékony kiszolgálására. A processzor által célzott piaci szegmensben jellemzően nem használnak lebegőpontos műveleteket, a Sun szerint ez nem nagy probléma. A Sun biztosít eszközöket az alkalmazások párhuzamossági szintjének és lebegőpontos számítási igényének meghatározására, és így eldönthető, hogy a T1 vagy a T2 platform alkalmas ezek futattásához.
A web- és alkalmazási réteg feldolgozásán kívül az UltraSPARC T1 alkalmas lehet kisebb adatbázis-alkalmazások futtatására, nagy felhasználószám mellett. MySQL adatbáziskezelő akár 13-szor gyorsabban futhat UltraSPARC T1 szerveren, mint AMD Opteron szerveren.

## Virtualizáció
A T1 az első SPARC processzor, amely támogatja a Hyper-Privileged (hiperprivilegizált) végrehajtási módot. A SPARC Hypervisor futószalag ebben az üzemmódban fut; ez a T1 rendszert 32 logikai tartományra osztja, amelyek mindegyike képes egy operációs rendszer példány futattására.
Jelenleg a Solaris és a Linux támogatott, és a FreeBSD támogatás fejlesztés alatt áll (2007-es hír szerint).

## Szoftverlicencelési ügyek
Szokás szerint a kereskedelmi célú szoftvercsomagok, mint pl. az Oracle Database, ára a processzorok számától függően változik. 2006 elején az Oracle megváltoztatta a licencelési modelljét és bevezettet a processzor faktor mutatót. Egy 0,25-ös processzor faktor mellett T1 processzorhoz, egy 8 magos T2000-en csak egy 2-CPU-s licencre van szükség.
Az "Oracle Processor Core Factor Table" folyamatosan változik az új processzorok megjelenésével.
2006-ban az IBM bevezette a Value Unit (VU) árazást. Így a T1 magok értéke 30 PVU (a T2 mag 50 PVU, a T3 70 PVU) a magonkénti 100 PVU alapérték helyett.

## Gyengeségek
A T1-ben csak egyetlen lebegőpontos processzor van, amelyet a 8 mag közösen használ, így ezek nem igazán alkalmasak a nagyteljesítményű számítási feladatokban való felhasználásra. Ezt a gyengeséget a UltraSPARC T2 processzorral igyekeztek orvosolni, amely már 8 lebegőpontos egységet tartalmaz, egyéb javítások mellett.
A T1 csak egyprocesszoros rendszerekben volt használható, ami korlátozta a nagy vállalati környezetben való alkalmazását. Ezt a következő „Victoria Falls”, a piacon UltraSPARC T2 Plus néven is ismert processzor hidalja át, valamint a következő generációs SPARC T3 és SPARC T4 processzorok. Az UltraSPARC T2+, SPARC T3, és SPARC T4 mind egy-, két- és négy socketes konfigurációkat is kínál.
A T1 kiváló adatátviteli sebességet biztosít a processzor által támogatott sok szál segítségével, de az egyetlen szál szűk keresztmetszetére korlátozott régebbi alkalmazások esetenként rossz összteljesítményt mutatnak. Az egyszálas alkalmazások problémáján a SPARC T4 processzor igyekszik segíteni. A T4-ben a magok számát 8-ra csökkentették (a T4-ben meglévő 16-ról), ám a magok összetettebbek lettek, az órajelfrekvenciát közel kétszeresére növelték – ezáltal az egyedi szálak teljesítménye jelentősen nőtt (300% és 500% közötti növekedés az előző generációkhoz képest). További próbálkozás történt a „kritikus szál API” bevezetésére, amellyel az operációs rendszer észlelheti a szűk keresztmetszetet és ideiglenesen 1–8 szál helyett egy egész maghoz rendelheti az erőforrásokat, ha a célzott alkalmazás egyszálas végrehajtású CPU-hoz kötött viselkedést mutat. A T4 ezáltal egyedüli módon enyhíti az egyszálas végrehajtás szűk keresztmetszetét, miközben nem rontja a teljes architektúra többszálas végrehajtású adatátviteli sebességét.

## Modern kialakítások
Az UltraSPARC T1-gyel induló „Coolthreads(TM)” architektúra nagy hatással volt a későbbi SPARC processzor-kialakításokra.

### A „Rock”
Az eredeti UltraSPARC T1-et egyprocesszoros rendszernek tervezték és nem volt alkalmas az SMP-re. A „Rock” egy magasabbra törő tervezet volt, amely a többprocesszoros szerverarchitektúrák támogatására szolgált volna, a tradicionális adatfeldolgozó üzemet megcélozva, mint az adatbázisok. Ez inkább a Sun SMP processzorainak, pl. az UltraSPARC IV folytatásának látszott, nem pedig az UltraSPARC T1 vagy T2 helyettesítőjének, ám a fejlesztést törölték a Sun Oracle által történt felvásárlásának idején.

### UltraSPARC T2
Ez a típus a Niagara 2 kódnéven is ismert, az UltraSPARC T1 utódja. A T2-ben nyolc mag van. A T1-gyel ellentétben minden mag 8 szálat támogat, magonként egy FPU áll rendelkezésre, magonként egy továbbfejlesztett kriptográfiai egység, és a processzor beágyazott 10 gigabites Ethernet hálózati vezérlőkkel rendelkezik.

### UltraSPARC T2 Plus
2007 februárjában a Sun bejelentette, hogy harmadik generációs szimultán többszálas végrehajtású kialakítása, a Victoria Falls kódnevű processzor 2006 októberében a tape out fázisba lépett. A két socketes szerver (2 RU) 128 szálat biztosít, 16 magot tartalmaz és 65-szörös teljesítményjavulást mutat az UltraSPARC III-hoz képest.
A Hot Chips 19 konferencián a Sun bejelentette, hogy a Victoria Falls processzort kétutas és négyutas szerverekben fogják használni. Így egyetlen 4 utas SMP szerver 256 konkurens hardver szálat támogat.
2008 áprilisában a Sun forgalomba hozta 2 utas UltraSPARC T2 Plus szervereit, a SPARC Enterprise T5140 és T5240 típusokat.
2008 októberében a Sun kibocsátotta a 4 utas UltraSPARC T2 Plus processzoros SPARC Enterprise T5440 szervert.

### SPARC T3
2006 októberében a Sun közölte, hogy a Niagara 3 45 nm-es folyamattal fog készülni.[forrás?] A The Register brit technológiai lap információi szerint 2008 júniusában a processzor 16 magot tartalmaz, és hibásan arra célzott, hogy a magok 16 szálat futtathatnak. A Hot Chips 21 konferencián a Sun közölte, hogy a csip 16 magot tartalmaz és összesen 128 szálat futtat.
A ISSCC 2010-es előadásán elhangzott, hogy a 16 magos SPARC SoC processzor max. 512 szálat futtathat egy négyutas közvetítő logika nélküli rendszerben, az adatátviteli sebesség maximalizálása érdekében. A 6 MiB-es második szintű gyorsítótár 461 GB/s, a 308 tűs SerDes bemeneti/kimeneti rendszer 2,4 TB/s sebességet biztosít. Hat órajel- és négy feszültségtartomány, energiafelhasználás-menedzsment és más áramköri technikák segítik a teljesítmény, fogyasztás, változtathatóság és termelékenységi kompromisszumok optimális kiegyensúlyozását, a 377 mm² felületű lapkán.

### SPARC T4
A T4 CPU-t 2011 végén adták ki. Az új T4 CPU csak 8 magot tartalmaz (mint a T1, T2 és T2+). Kódneve „S3”, jellemzői a javított szálankénti teljesítmény, amit a sorrenden kívüli végrehajtás bevezetése tett lehetővé, és az egyszálas programok teljesítményének további javítása.
2010-ben Larry Ellison bejelentette, hogy az Oracle felajánlotta az Oracle Linux operációs rendszer támogatását az UltraSPARC platformra, és a portok a T4 és T5 megjelenésével elkészülnek.
John Fowler, az Oracle rendszerekért felelős vezérigazgató-helyettese az Openworld 2014 rendezvényen kijelentette, hogy „a Linux valamikor SPARC rendszereken is működni fog”.

### SPARC T5
Az új T5 CPU jellemzői: összesen 128 szál 16 magon, 28 nanométeres technológiával készül.

## Nyílt tervek
2006. március 21-én a Sun a GNU General Public License hatálya alá helyezte az UltraSPARC T1 processzorkialakítás terveit az OpenSPARC projekt keretében. A közzétett információ a következőket tartalmazza:
- Az UltraSPARC T1 kialakítás Verilog forráskódja;
- Vizsgálati programcsomag és szimulációs modellek;
- ISA specifikáció (UltraSPARC Architecture 2005);
- A Solaris 10 operációs rendszer szimulációs lemezképei.

## Fordítás
Ez a szócikk részben vagy egészben  az   UltraSPARC T1 című angol Wikipédia-szócikk ezen változatának fordításán alapul.  Az eredeti cikk szerkesztőit annak laptörténete sorolja fel. Ez a jelzés csupán a megfogalmazás eredetét és a szerzői jogokat jelzi, nem szolgál a cikkben szereplő információk forrásmegjelöléseként.